# Jean Zonaras
Jean Zonaras (né vers 1074, mort après 1159) est un haut fonctionnaire, théologien et historien byzantin  du XIIe siècle. Après une brillante carrière dans la fonction publique et à la suite semble-t-il d’une tragédie familiale, il se retira au monastère de Sainte Glycère où il rédigea son Épitomé historion, un abrégé de l’histoire du monde d’Adam à Alexis Ier. Fervent chrétien, partageant les valeurs de l’aristocratie civile, il fut l’un des principaux historiens qui, avec Anne Comnène, Nicéphore Bryenne et Jean Cinnamus, devaient redonner un nouveau souffle à ce genre littéraire au XIIe siècle.

## Biographie
On sait peu de choses sur la vie de Jean Zonaras et les indices qu’il donne dans son œuvre sont d’interprétation hasardeuse. 
Issu d’une bonne famille (les Zonarai faisaient partie de l’aristocratie civile), Jean Zonaras naquit vers 1074. Son père, Basile, aurait été fonctionnaire avant de se retirer comme abbé du monastère nouvellement fondé de Sainte-Glykéria et de contribuer financièrement à la construction de son église. Ayant reçu une bonne éducation, Jean suivit les traces de son père et devint fonctionnaire. Très tôt, il rédigea poèmes et discours. Chargé de rédiger un commentaire sur le droit canon, probablement par Alexis Ier, il fut promu chef de la chancellerie impériale (protoasecretis) puis chef du département juridique (megas droungarios tes viglas). Dans les années 1130, son épouse et au moins un de ses enfants seraient morts. Profondément ébranlé par ce deuil et désappointé par la politique de Jean II, il se retira au monastère de Sainte-Glykéria. Après une période d’abattement et sous la pression de ses amis, il se serait mis à écrire son Épitomé historion (Ἐπιτομή ίστοριών) vers 1135 et l’aurait terminé vers 1145. On ignore la date de sa mort.

## Œuvre
Son œuvre la plus connue est l’Épitomé historion, abrégé de l’histoire du monde de la Création à 1118. Il a également écrit des Commentaires sur les Constitutions apostoliques et les canons des conciles, de même que des ouvrages hagiographiques et des homélies. Toutefois, le Lexicon conservé sous son nom n’est pas de lui mais plutôt d’un auteur inconnu appelé le « Pseudo Zonaras ».

### L’Épitomé historion
L’Épitomé historion (« Épitomé des Histoires ») est la plus longue histoire écrite en grec jusqu’alors à nous parvenir intacte. Le terme d’« épitomé » ou abrégé se réfère ici non à l’œuvre d’un auteur en particulier, mais à chacune des sources qu’il condense, ce qui en fait un travail de recherche et de synthèse considérable. Les versions manuscrites se composent de deux tomes extrêmement volumineux, alors que les éditions imprimées subséquentes correspondent aux dix-huit livres de l’œuvre.
Dans la préface, Zonaras explique comment, « après que Dieu eut brisé mes liens en me privant de ceux qui m’étaient les plus chers », il s’est retiré dans un monastère où, après une période d’inactivité, il en est venu sous les instances de ses amis à entreprendre un travail qui lui inspirait une grande crainte en raison des recherches considérables exigées, mais auquel il se mit réalisant que l’inactivité à laquelle il était réduit depuis son arrivée au monastère nuisait à sa vie spirituelle.
Le livre I rapporte l’histoire des Juifs de la Création à la déportation à Babylone. Zonaras y résume à la fois la Bible des Septante et les Antiquités judaïques de Flavius Josèphe. Viennent ensuite l’histoire des Babyloniens, des Perses, des Grecs et des Romains jusqu’à la conquête de Jérusalem. Outre les deux premières sources, Zonaras y abrège des œuvres d’Épiphane de Salamine, de Théodoret de Cyr (Commentaires sur Daniel), de Plutarque (Ataxersès et Alexandre), de Xénophon (Cyropédie), d’Hérodote et possiblement de la Chronicon Paschale. Il poursuit avec l’histoire des débuts de Rome d’Énée à la destruction de Carthage, basée principalement sur l’Histoire de Dion Cassius. Le livre se termine en l’an 146 av. J.-C. parce que, nous dit l’auteur, il a été incapable de trouver des sources pour l’histoire romaine entre cette date et l’an 106 av. J.-C..
Le livre II s’ouvre sur la naissance de Pompée en 106 av. J.-C. et suit à nouveau l’Histoire romaine de Dion Cassius du livre XLIV à sa conclusion au livre LXXX (second consulat de Dion en 229 apr. J.-C.). Pour la période allant du IIe au VIe siècle, Zonaras reprend, pour les premiers siècles, la Res Gestae d’Ammien Marcellin puis  l'Histoire chronologique de Jean d’Antioche et la Chronographie de Jean Malalas, lesquels copiaient l’Épitomé chronologique d’Eustathe d’Épiphanie. Pour les règnes de Justin Ier et de Justinien, la source principale est manifestement la dernière édition de la Chronographie de Jean Malalas, alors que pour la période allant de 565 (mort de Justinien) à 813, la source principale est la Chronographie de Théophane. La période suivante allant jusqu’à l’avènement d’Alexis Ier s’appuie sur l’Histoire de Jean Skylitzès et la Chronographie de Michel Psellos. En revanche, sa description du règne d’Alexis Ier est une œuvre personnelle. Si les faits rapportés ne diffèrent pas substantiellement de ce qu’en dit l’Alexiade d’Anne Comnène, Zonaras insiste beaucoup sur les aspects négatifs du règne (le sac de Constantinople par les troupes d’Alexis en 1081, les confiscations de propriétés, les conspirations contre l’empereur, les invasions des Normands, Petchénègues et Coumans), donnant l’impression que le règne ne fut qu’une succession de catastrophes — ce pourquoi Alexis avait interdit de son vivant que l’on écrive l’histoire de son règne. Tout en reconnaissant qu’aucun empereur ne pouvait être parfait, le portrait qu’il trace d’Alexis est celui d’un dictateur : « Il remplissait ses fonctions non comme s’il s’agissait d’une charge publique et lui-même ne se considérait pas comme un dirigeant, mais plutôt comme un maître, désignant l’empire comme son propre bien et s’y référant comme tel. »

### Autres œuvres
- Commentaires estimés sur les Canons des apôtres, des conciles, et sur les Épures canoniques des papes (permettent de connaitre la discipline de l’Église grecque de l’époque) ;
- Divers traités ou Discours dans le Jus graeco-romanum, dans les Monumenta ecclesiae graecae, publié par Jean-Baptiste Cotelier en 1677 ;
- Hymne en l’honneur de la Vierge mère de Dieu, dans les Monumenta ecclesiae graecae, publié par Jean-Baptiste Cotelier en 1677.

## Style
Zonaras écrit dans un style clair et non ampoulé. Conformément à l’usage de l’époque, toutefois, il demeure formel et atticisant comme l’atteste son utilisation du duel, forme grammaticale qui peut s’employer à la place du pluriel pour des noms, verbes ou adjectifs lorsque l’on se réfère à une paire de personnes ou de choses. Abandonné depuis des siècles, cette forme grammaticale n’ajoutait rien au sens de la phrase mais indiquait que celui qui l’employait était versé dans les lettres anciennes. De plus, son Épitomé se distingue par le soin mis à rechercher les sources les plus sûres pour chaque période de l’histoire et par ses commentaires qui, tout en épousant généralement le point de vue de sa source, sont sensés.
Très attaché à la foi orthodoxe comme en témoignent ses propos sur la procession du Saint-Esprit dans l’Hymne en l’honneur de la Vierge mère de Dieu, Zonaras partage les valeurs de l’aristocratie civile à laquelle le rattachait son passé de haut fonctionnaire. Ses critiques ouvertes d’Alexis Ier ou voilées de son fils Jean II sont probablement à mettre au compte du peu de respect que ces empereurs montrèrent à l’endroit de cette classe sociale, réservant honneurs et privilèges aux officiers militaires et membres de leur propre famille,. On sent également percer ce sentiment aristocratique dans le mépris et l’indignation affichés à l’endroit de la transformation des fêtes de saints martyrs en bacchanales populaires.

## Jean Zonaras et son époque
Le milieu du XIIe siècle vit un renouveau d’intérêt pour le genre historique. À côté de Nicéphore Bryenne (Matériaux pour servir l’Histoire [Ύλη ίστορίας]), d’Anne Comnène (Alexiade), de Jean Cinnamus (Histoire des exploits de Jean Comnène et de son fils Manuel) et d’Eustathe de Thessalonique (Rapport sur la capture de Thessalonique) qui décrivirent surtout les évènements de leur temps, Jean Zonaras, Constantin Manassès (Chronique universelle [Χρονική σύνοψις], racontant l'histoire du monde depuis la Création jusqu'en 1081) et Michel Glycas (Chronique universelle [Βίβλος χρονική], racontant l'histoire du monde depuis la Création jusqu'en 1118) ont écrit des histoires universelles. 
L’Épitomé de Jean Zonaras devint rapidement très populaire, comme l’atteste le nombre de manuscrits qui le contiennent, le fait qu’il servit de source à Constantin Manassès quelques années plus tard et la traduction qui en fut faite en slavon. Toutefois, ces histoires universelles perdirent leur attrait après Zonaras et cessèrent d’être considérées comme des travaux que l’on qualifierait aujourd’hui de « scientifiques » pour devenir plutôt un passe-temps littéraire.